# سرگئی یاکیروویچ
سرگئی یاکیروویچ (صربی‌کرواتی: Sergej Jakirović؛ زادهٔ ۲۳ دسامبر ۱۹۷۶) بازیکن فوتبال سابق و سرمربی اهل بوسنی و هرزگوین است. او هم اکنون هدایت باشگاه فوتبال قیصریه‌اسپور در سوپر لیگ فوتبال ترکیه بر عهده دارد‌.
از باشگاه‌هایی که در آن بازی کرده است می‌توان به باشگاه فوتبال زاگرب، باشگاه فوتبال زسکا صوفیه، باشگاه فوتبال اسپلیت، باشگاه فوتبال واراژدین (۲۰۱۵–۱۹۳۱)، باشگاه فوتبال پاشینگ، باشگاه فوتبال اسپارتاک ترناوا، باشگاه فوتبال رییکا، و باشگاه فوتبال ایسترا ۱۹۶۱ اشاره کرد.
وی همچنین در تیم ملی فوتبال بوسنی و هرزگوین بازی کرده است.
یاکیروویچ توانسته است به عنوان سرمربی قهرمان لیگ برتر بوسنی و هرزگوین، لیگ کرواسی و جام حذفی کرواسی شود. وی همچنین در فصل ۲۲–۲۰۲۱ به عنوان بهترین سرمربی فصل بوسنی و هرزگوین انتخاب شده است.